# Eva Herlitz

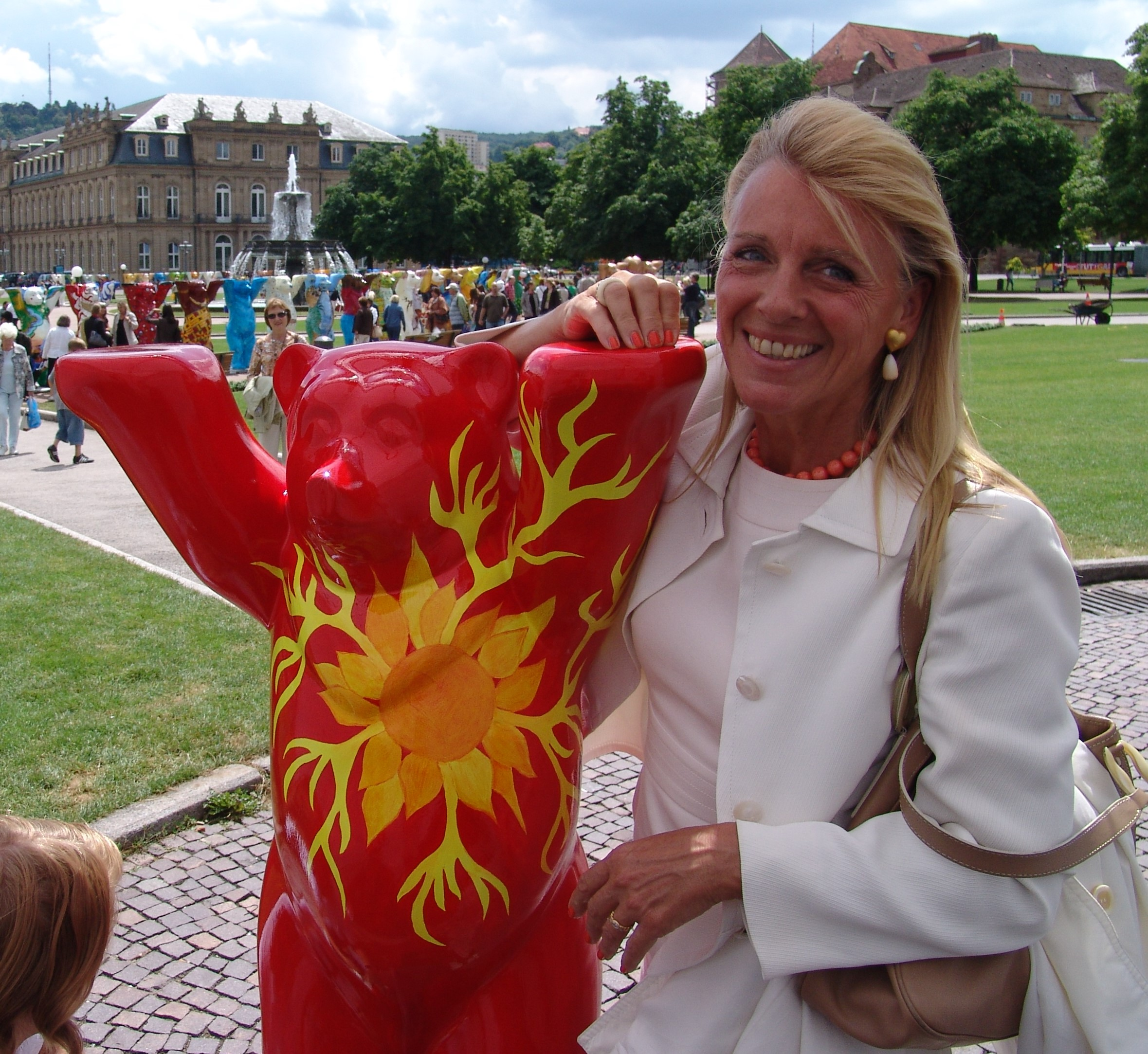
Eva Herlitz (2008)

Eva Herlitz (* 28. Juli 1952 in Solingen; † 26. Februar 2021 in Innsbruck) war eine deutsche Pädagogin und Innenarchitektin. Sie war Initiatorin der Aktivitäten rund um die Buddy Bären, ein internationales Kunstprojekt, über das sie mehrere Bücher geschrieben hat. Sie lebte seit 1971 in Berlin.

## Leben
Eva Herlitz studierte Pädagogik, sie war Grundschullehrerin und Innenarchitektin, bevor sie sich ehrenamtlich Kinderhilfsorganisationen widmete.
Zusammen mit ihrem Mann gründete Eva Herlitz 2001 die Buddy Bär Berlin GmbH. Auf Straßen und Plätzen Berlins wurden rund 250 Bärenskulpturen ausgestellt, eine „moderne Variante der Berliner Bären“. Das oft mit farbenfrohen Motiven „bemalte Wappentier steht mit seinen ausgebreiteten Armen für Weltoffenheit, Völkerverständigung und eine friedlichere Welt“.

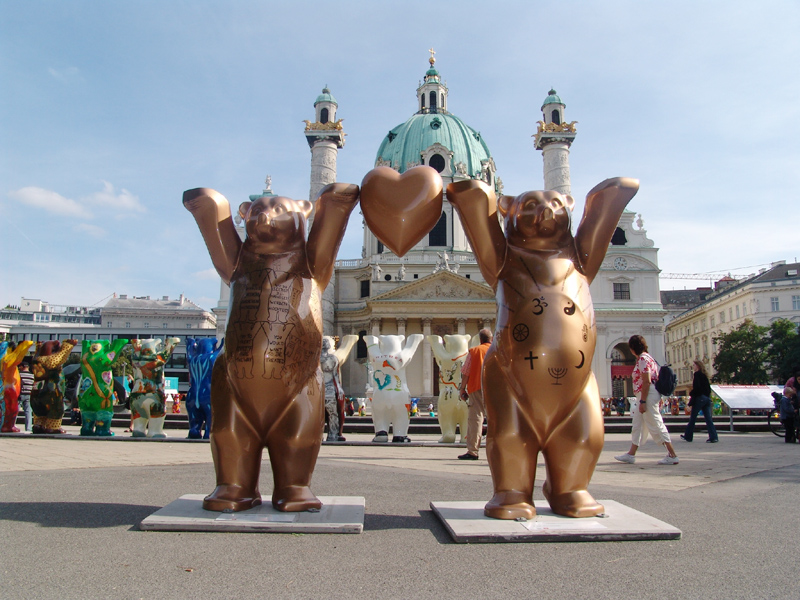
The Golden Buddy Bears, gestaltet von Eva Herlitz, hier: Ausstellung auf dem Karlsplatz in Wien 2006

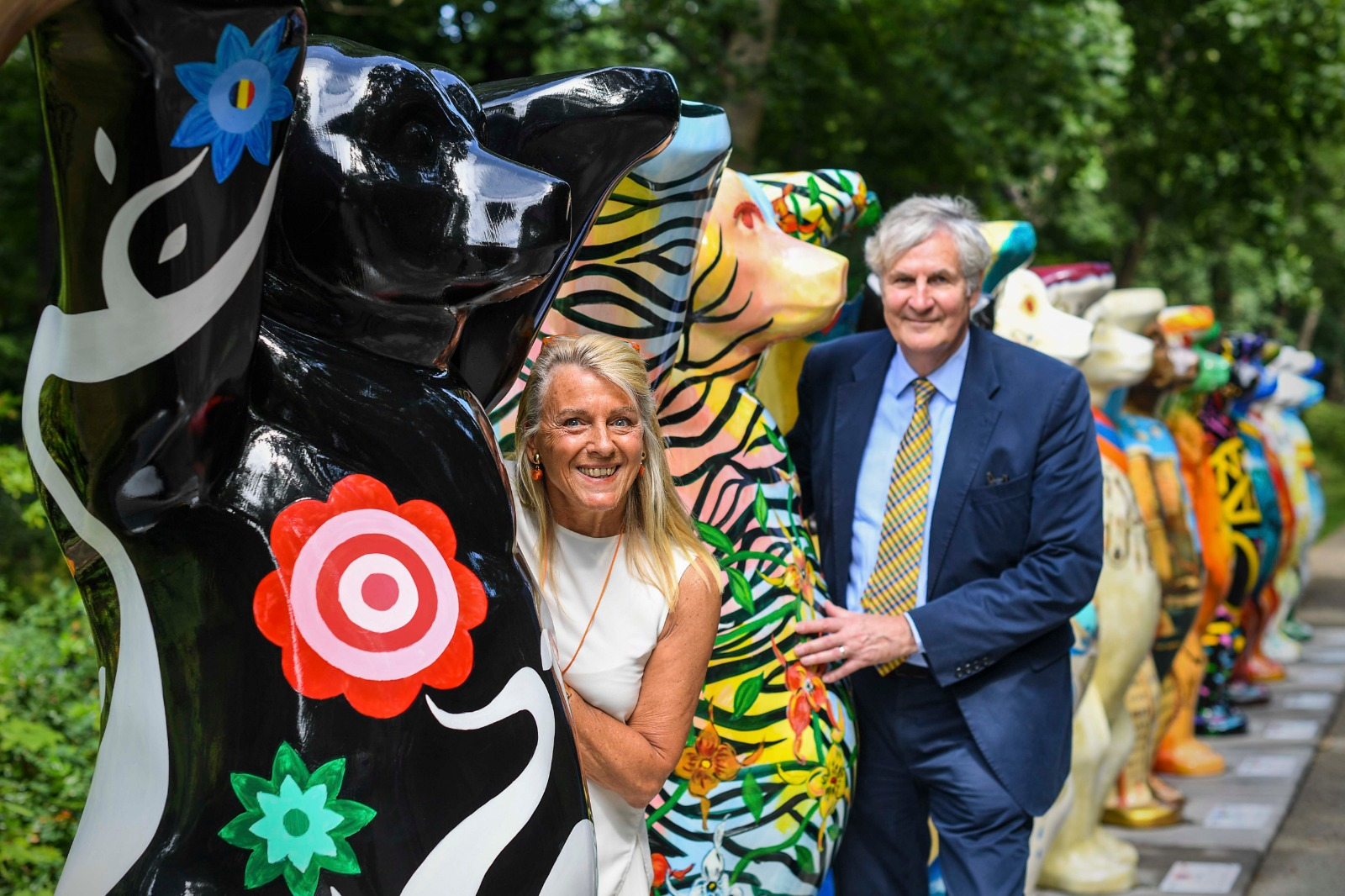
Eva und Klaus Herlitz (2020), Tierpark Berlin

Eva Herlitz war ebenso Ideengeberin und Initiatorin des ein Jahr später umgesetzten Projektes des Kreises der United Buddy Bears, oft auch bezeichnet als Kunst der Toleranz. Die Ausstellungen dieser von Künstlern aus aller Welt gestalteten Bären rückten erstmals in das internationale Bewusstsein, als sie von Peter Ustinov 2003 in Berlin und ein Jahr später von Jackie Chan in Hongkong eröffnet wurden. Es folgten Ausstellungen auf allen fünf Kontinenten, die oft von Staats- bzw. Ministerpräsidenten oder Bürgermeistern eröffnet wurden, so unter anderem in Tokio, Sydney, Kairo, Jerusalem, Buenos Aires, Kuala Lumpur, Neu-Delhi, St. Petersburg, Paris und Havanna.
Nach Herlitz' Vorstellungen sollen die United Buddy Bears den Menschen aus aller Welt Denkanstöße zu einem besseren Verständnis untereinander geben. „So vielfältig und bunt und friedlich, wie diese Bären zusammenstehen, so vielfältig und bunt und friedlich könnte auch das Zusammenleben der Menschen auf der Erde sein.“ „Mit der beeindruckenden Größe der Ausstellung und der individuellen Gestaltung jedes einzelnen Bären werden Aufmerksamkeit und Interesse geweckt. Da jeder Bär ein von den Vereinten Nationen anerkanntes Land repräsentiert, und durch die Symbolik des friedlichen Hand-in-Hand-Stehens, wird die Botschaft eines friedlichen Miteinanders eindrucksvoll und verständlich visualisiert.“
Der Regierende Bürgermeister von Berlin, Michael Müller, im März 2021: „Mit Eva Herlitz hat Berlin eine Botschafterin verloren, die weltweit gewirkt und für unsere Stadt etwas Einzigartiges geschaffen hat. Mit den 'Buddy Bären' hat sie das Wappentier der Stadt neu interpretiert und es zu einem Zeichen der Toleranz und Weltoffenheit gemacht.“ Sie kreierte „eine Marke, die rund um den Globus auf sympathische Art und Weise für Berlin wirbt und einem guten Zweck dient.“ „Weltweit stehen die Buddy Bären für Weltoffenheit, Toleranz, Völkerverständigung und nicht zuletzt für die erhebliche Unterstützung von Kinderhilfsorganisationen.“
Eva Herlitz gestaltete selbst zwei Bären, die als Gold Bears mit um die Welt reisen.
Buddy Bär-Aktivitäten und Hilfe für notleidende Kinder waren für Herlitz eine unzertrennliche Einheit. Durch Spenden und Versteigerungen konnten über 2,6 Millionen Euro (Stand: September 2024) an UNICEF und lokale Kinderorganisationen weitergegeben werden. Um in Einzelfällen Kindern schnell, gezielt und unbürokratisch helfen zu können, wurde 2004 von Eva Herlitz zusammen mit einer Künstlerin aus dem Irak, einer US-Diplomatin, einer Ärztin aus Bolivien sowie mehreren Freundinnen der Verein Buddy Bear Help e. V. gegründet. Der Verein unterstützt Kinderprojekte  in Malawi, Sierra Leone und  Bolivien. Seit 2009 ist der Verein auch verstärkt in Berlin tätig. Eva Herlitz war ebenso in der Flüchtlingshilfe involviert, u. a. reiste sie 2016 nach Idomeni (Griechenland), an der Grenze nach Mazedonien, um vor Ort direkte und unmittelbare Hilfe zu leisten.
Eva Herlitz wurde von den Lesern der Berliner Morgenpost und den Hörern von rs2 bei der Wahl „Berliner des Jahres“ im Jahr 2005 auf Platz 16 und 2006 auf Platz 12 gewählt.

## Privates

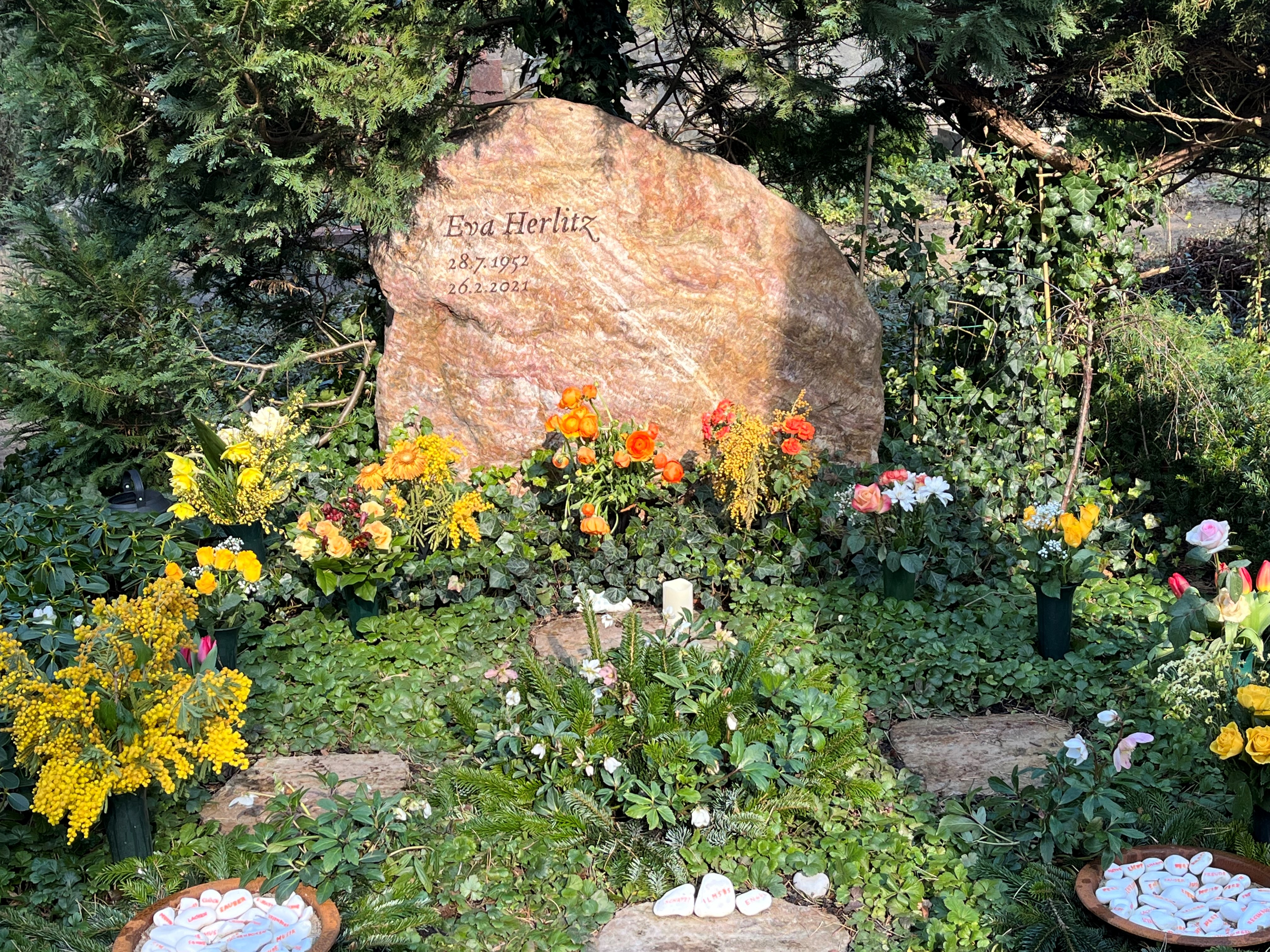
Grab auf dem Waldfriedhof Dahlem

Eva Herlitz war seit 1972 bis zu ihrem Tode mit Klaus Herlitz verheiratet, mit dem sie drei Söhne hat. Sie ruht auf dem Waldfriedhof Dahlem.

## Auszeichnungen
- 2011: Blue Hearts Award[32][33][34]
- 2013:  Verdienstorden des Landes Berlin[35]
- 2019: Bundesverdienstkreuz am Bande[36]

## Veröffentlichungen
- mit Klaus Herlitz: Buddy Bär Berlin Show. Neptun, Kreuzlingen 2001, ISBN 3-85820-152-9.
- mit Klaus Herlitz (Hrsg.): United Buddy Bears – Die Kunst der Toleranz. 2. Auflage. Bostelmann & Siebenhaar, Berlin 2003, ISBN 3-936962-00-6.
- mit Klaus Herlitz: United Buddy Bears – World Tour. Neptun, Kreuzlingen 2006, ISBN 3-85820-189-8.
- mit Klaus Herlitz: United Buddy Bears – The Art of Tolerance. Deutsch/Englisch. 2009, ISBN 978-3-00-029417-4.
- mit Klaus Herlitz: Buddy Bear Berlin. 2012, ISBN 978-3-00-038736-4.
- mit Klaus Herlitz: United Buddy Bears – The Art of Tolerance on World Tour. Englisch/Deutsch. 2017, ISBN 978-3-00-057649-2.